# マテウス・エンヒキ・カッシーニ・ジ・パウラ
マテウス・エンリキ・カッシーニ・ジ・パウラ（ポルトガル語: Matheus Henrique Cassini de Paula、1996年2月15日 - ）は、ブラジル・サンパウロ州サンパウロ出身のサッカー選手。ポジションはミッドフィールダー、フォワード。

## 経歴
カンピオナート・ブラジレイロ・セリエAのSCコリンチャンス・パウリスタでキャリアをスタート。2015シーズン終了後にユヴェントスFCへ移籍したパウロ・ディバラの後釜と目されUSチッタ・ディ・パレルモへ加入。しかし出場機会に恵まれず2015-16シーズン後半はNKインテル・ザプレシッチへ、翌シーズン前半はレガ・プロのシラクーザ・カルチョへ期限付き移籍となる。
パレルモではリーグ戦出場は叶わず、2017年2月6日にAAポンチ・プレッタへ加入し母国に復帰した。同年6月からサントスFCのセカンドチームでプレーし、9月19日にクラブとの契約を解除しオエステFCと2年契約を締結した。
2018年1月、リーグ・アンのアミアンSCに2年半の契約で移籍した。
2021年8月、ブルガリアのPOFKボテフ・ヴラツァに移籍した。
2022年1月20日、USLリーグ1のフォワード・マディソンFCに移籍した。
2023年1月、USLリーグ1のサウスジョージア・トルメンタに移籍したが、同年8月22日に双方合意により契約を解除した。 